# André Picard
André Picard (* 23. Januar 1951) ist ein ehemaliger französischer Leichtgewichts-Ruderer. 
André Picard ruderte wie sein Bruder Michel Picard für den Ruderclub in Chalon-sur-Saône. Bei den Junioren-Weltmeisterschaften 1969 gewannen André Picard und André Coupat im Zweier ohne Steuermann.
Bei den Weltmeisterschaften 1975 in Nottingham siegten im Leichtgewichts-Vierer ohne Steuermann die Franzosen Francis Pelegri, Michel Picard, André Coupat und André Picard vor den Briten und den Australiern. 1976 in Villach konnten die vier Franzosen ihren Titel verteidigen und siegten vor Norwegern und Dänen. 1977 in Amsterdam gewannen die Franzosen ihren dritten Titel in Folge, diesmal vor den Australiern und den Niederländern.